# Valentin Gayraud
Pour les articles homonymes, voir Gayraud.
Pas d'image ? Cliquez ici

a Compétitions nationales et continentales officielles uniquement.

Dernière mise à jour le 20 octobre 2024.
Valentin Gayraud, né le 30 mai 2002 à Agen (Lot-et-Garonne), est un joueur français de rugby à XV évoluant principalement aux postes de troisième ligne aile et de troisième ligne centre avec le SU Agen.

## Biographie

### Jeunesse et formation
Valentin Gayraud naît le 30 mai 2002 à Agen. Il grandit à Pont-du-Casse, ville où sa famille est fortement implantée. Valentin Gayraud est l'arrière-petit-fils d'André Gayraud, maire de Pont-du-Casse de 1939 à 1944, et le petit-fils de Michel Gayraud, président fondateur du Club Ovalie Pont-du-Casse. Son père, Serge Gayraud, a été joueur de rugby à XV au SU Agen et a également occupé le poste d'entraîneur du CO Pont-du-Casse.
Valentin Gayraud débute naturellement la pratique du rugby à XV au CO Pont-du-Casse, avant de rejoindre le SU Agen en 2014. Il évolue dans toutes les catégories de jeunes, et s'impose avec les espoirs, avec qui il atteint la demi-finale de Championnat de France en 2022. 

### Carrière professionnelle
Valentin Gayraud entame la préparation de la saison 2022-2023 avec le groupe professionnel du SU Agen sous la direction de Bernard Goutta. Il fait ses débuts en match amical à l'extérieur contre l'AS Béziers, où il joue 20 minutes sur la pelouse biterroise. Gayraud dispute son premier match officiel lors de la rencontre SU Agen-Biarritz olympique, en remplaçant Fotu Lokotui. Au cours de cette première saison, il participe à cinq matchs et inscrit deux essais.
La saison 2023-2024 voit Gayraud s'imposer dans la rotation du SU Agen,. En début de saison, le capitaine Arnaud Duputs se blesse à l'épaule lors de la première journée, le SU Agen fait alors confiance à Valentin Gayraud, qui confirme tous les espoirs placés en lui. En février 2023, il prolonge son contrat de deux saisons supplémentaires. Durant la saison, il dispute un total de dix-neuf rencontres et marque deux essais.
La saison suivante, Gayraud confirme son statut de joueur important du SU Agen, ainsi que celui de joueur prometteur en Pro D2, devenant l'un des éléments clés à suivre dans le championnat.

## Statistiques
| Saison             | Saison             | Championnat | Championnat | Championnat | Championnat | Compétitions de l'EPCR | Compétitions de l'EPCR | Compétitions de l'EPCR | Compétitions de l'EPCR |
| Saison             | Saison             | Compétition | M           | Pts         | Ess.        | Compétition            | M                      | Pts                    | Ess.                   |
| ------------------ | ------------------ | ----------- | ----------- | ----------- | ----------- | ---------------------- | ---------------------- | ---------------------- | ---------------------- |
| 2022-2023          | SU Agen            | Pro D2      | 6           | -           | -           | -                      | -                      | -                      | -                      |
| 2023-2024          | SU Agen            | Pro D2      | 19          | 10          | 2           | -                      | -                      | -                      | -                      |
| 2024-2025          | SU Agen            | Pro D2      | 6           | 10          | 2           | -                      | -                      | -                      | -                      |
| Sous-total SU Agen | Sous-total SU Agen | Pro D2      | 31          | 20          | 4           | -                      | -                      | -                      | -                      |